# Real Madryt (szachy)
Real Madryt – hiszpański klub szachowy, sekcja Realu Madryt, czterokrotny mistrz Hiszpanii.

## Historia
Sekcja powstała w 1933 roku. Klub organizował międzynarodowe turnieje (Torneo Real Madrid CF), a także rywalizował w meczach z takimi klubami jak CA Barcelona, Peña Rey Ardid Bilbao czy Valencia CF. W latach 50. szachowa sekcja Realu Madryt stała się najsilniejszym madryckim klubem szachowym, z takimi zawodnikami jak Arturo Pomar Salamanca, José Sanz Aguado, Juan Manuel Fuentes, Jesús Díez del Corral i Román Torán Albero. Klub w 1956 roku uczestniczył w pierwszych mistrzostwach Hiszpanii, przegrywając w meczu o tytuł z CA Barcelona 10:22. W 1957 roku Real zdobył mistrzostwo kraju, pokonując Barcelonę w decydującym meczu 5,5:2,5. W 1959 roku klub zdobył drugi tytuł mistrzowski, pokonując o pół punktu CA Español, z którym jednak przegrał w bezpośrednim meczu 3,5:4,5. W 1960 roku Real zajął drugie miejsce za Chardenetem Madryt; w ostatniej kolejce Real zdobyłby tytuł po wygranej 4:0 z Chardenetem, jednak zwycięstwo wyniosło 3,5:0,5 i nie wystarczało do obrony tytułu. W sezonie 1961 zespół zdobył tytuł, wyprzedzając o jeden punkt Español, z którym wygrał w bezpośrednim spotkaniu 2,5:1,5. Rok później klub obronił tytuł, ponownie kończąc sezon przed Españolem. W 1963 roku Real zakończył sezon na drugim miejscu, ponieważ mimo pokonania w ostatniej kolejce CA Ruy López-Paluzie 2,5:1,5 Chardenet Madryt pokonał w takim samym stosunku CA Alcoy, zdobywając tym samym tytuł. W latach 1964–1965 Real zakończył rozgrywki na piątym miejscu. Sezon 1966 klub zakończył na siódmym miejscu. W 1967 roku Real prowadził w tabeli przed ostatnią kolejką, jednak remis w meczu z CA Ruy López przy zwycięstwie CA Barcelona z CA Alcoy dał klubowi z Madrytu tytuł wicemistrzowski. Sezon 1968 klub zakończył na dziesiątym miejscu. Były to ostatnie rozgrywki Realu Madryt na poziomie Primera División, a sekcja szachowa została rozwiązana w latach siedemdziesiątych.

## Sukcesy
Primera División
- 1957, 1959, 1961, 1962
- 1956, 1960, 1963, 1967